# Kerriodoxa elegans
Kerriodoxa elegans ist eine in Thailand endemische Palmenart. Sie ist die einzige Art der Gattung Kerriodoxa.

## Merkmale
Kerriodoxa elegans ist eine Palme mit sehr kurzem, aufrechtem Stamm, kann aber auch ohne Stamm wachsen. Sie ist einzelstämmig, unbewehrt, mehrmals blühend und zweihäusig getrenntgeschlechtig (diözisch). Der Stamm ist durch die vertrockneten Blattbasen verdeckt, kann mit zunehmendem Alter auch glatt werden. Dann sind die eng stehenden Blattnarben zu sehen.
Die Chromosomenzahl ist nicht bekannt.

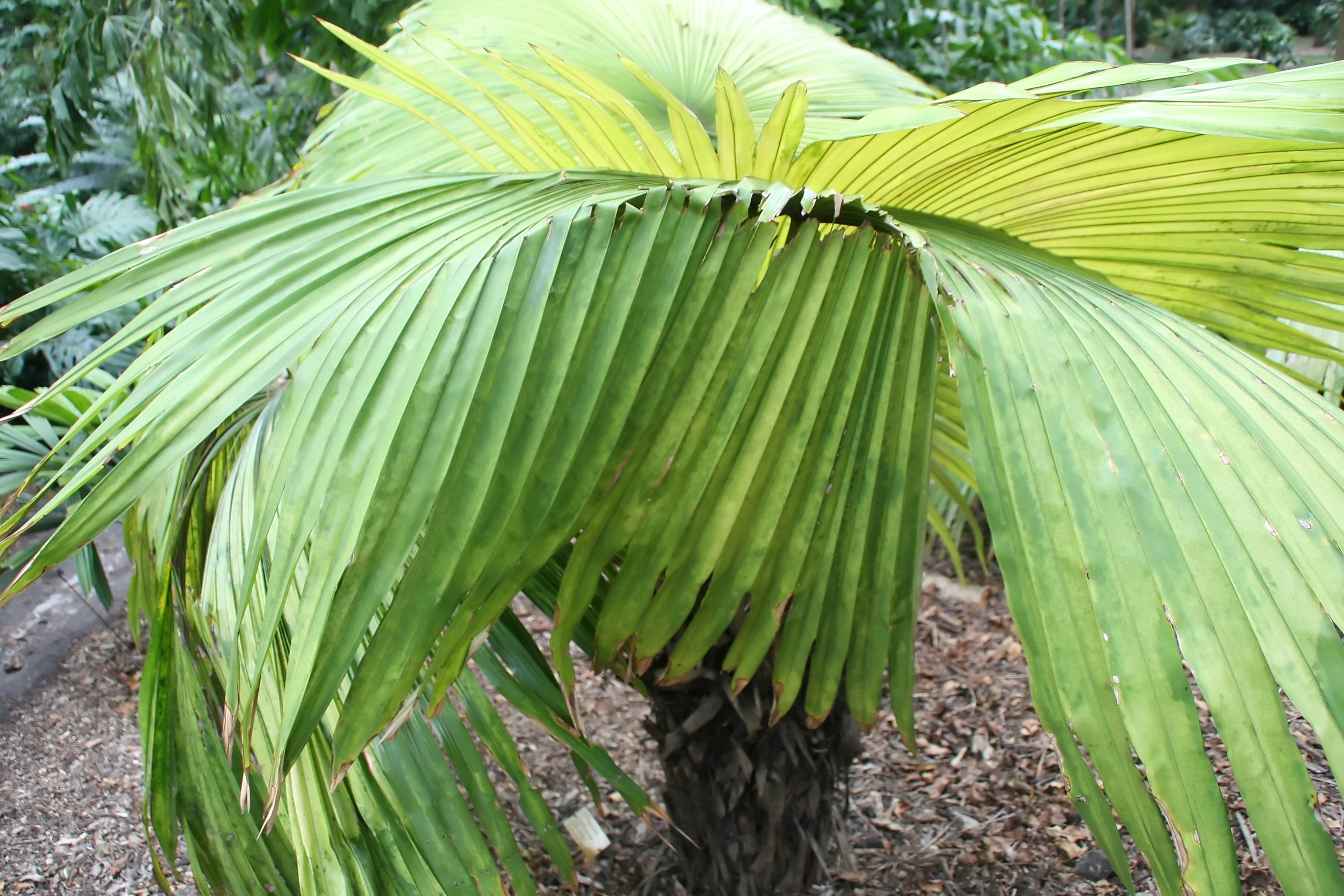
Kerriodoxa elegans

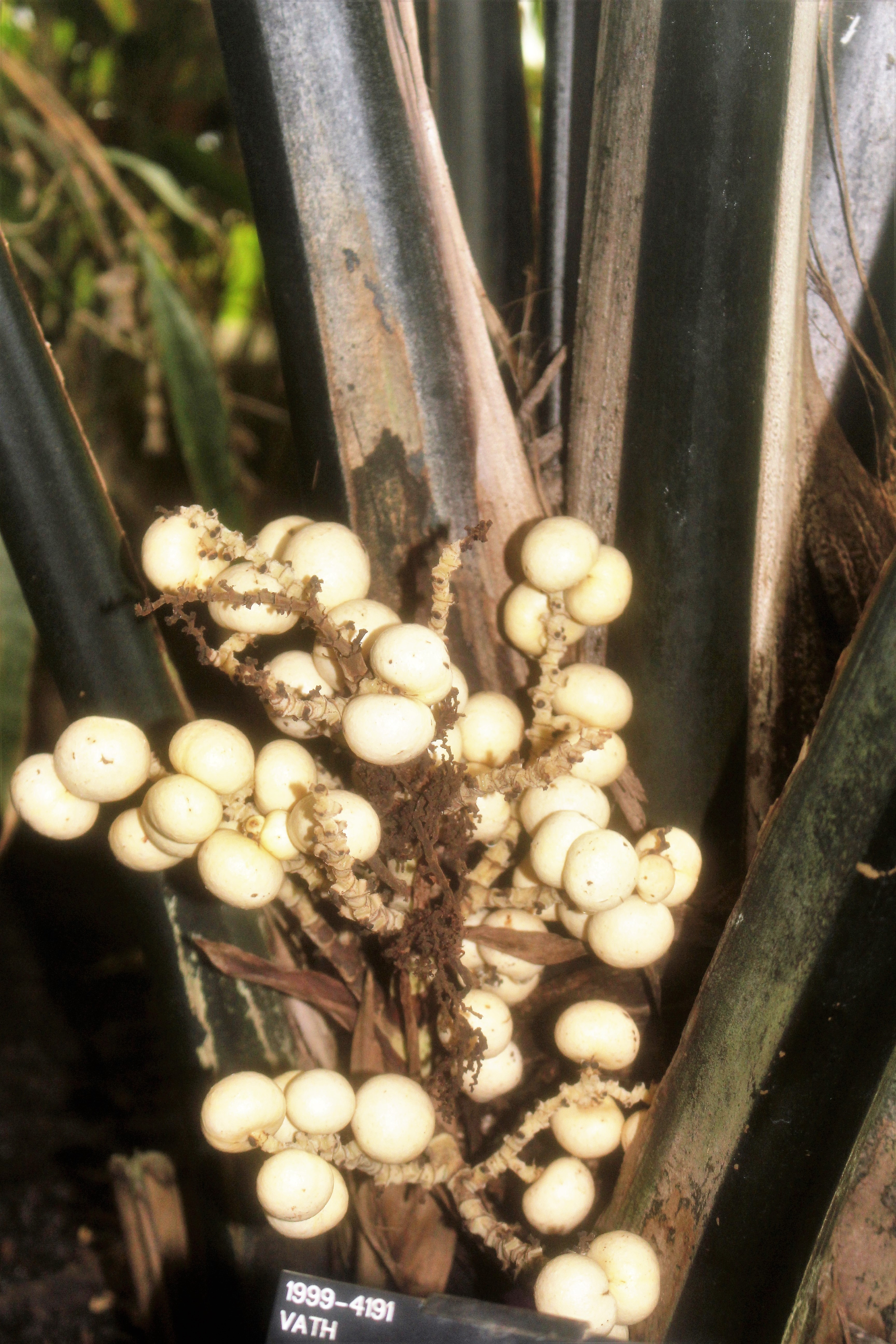
Früchte

### Blätter
Die Blätter sind groß und fächerförmig geteilt. Sie vertrocknen an der Pflanze. Die Blattscheide zerreißt gegenüber dem Blattstiel und umfasst den Stamm nicht ganz und ist nicht faserig. Der Blattstiel ist deutlich entwickelt, an der Oberseite gerillt, an der Unterseite gerundet, die Kanten sind hart und scharf. Die Stieloberfläche ist dicht behaart. Die an der Blattoberseite (adaxial) befindliche Hastula ist auffällig, die abaxiale ist nicht ausgebildet.
Die Blattspreite ist entlang der adaxialen Rippen regelmäßig zerteilt auf etwa einem Viertel bis Drittel des Blattradius. Die Segmente sind einfach gefaltet (induplicat), schmal und krautig. Die Oberseite ist kahl mit Ausnahme einer Behaarung entlang der Rippen. Abaxial ist sie mit einem dichten weißen Indument besetzt.

### Blütenstände und Blüten
Die Blütenstände stehen einzeln in den Blattachseln unterhalb der Blätter (infrafoliar). Sie erscheinen durch eine an der abaxialen Seite der Blattscheide ihres Tragblatts gelegenen Spalte. Männliche und weibliche Blütenstände sind sehr unterschiedlich aufgebaut.

#### Männliche Blütenstände und Blüten
Die männlichen Blütenstände sind stark, bis vierfach verzweigt. Der Blütenstand ist stark zusammengezogen, zunächst cremefarben, später braun. Der Blütenstandsstiel ist kurz. Das Vorblatt ist röhrig und in den Blattscheiden versteckt. Die Blütenstandsachse ist länger als der Stiel und trägt bis zu 15 Hochblätter. Sie sind unten röhrig, weiter oben dreieckig, adaxial kahl, abaxial dicht behaart. Die Seitenzweige erster Ordnung sind fast bis zum Ansatz des nächsten Hochblattes mit der Achse verwachsen. Alle Achsen sind dicht behaart. Die Tragblätter der Seitenachsen zweiter und höherer Ordnung sind etwas wellig, röhrig mit einer dreieckigen freien Spitze. Die blütentragenden Achsen (Rachillae) sind sehr schlank, etwas zickzack-förmig und tragen röhrige Hochblätter mit gewelltem Rand. Jede trägt zwei Blüten und eine kleine, dreieckige Brakteole.
Die männlichen Blüten sind sehr klein, symmetrisch und zur Blütezeit cremig-gelb. Der Kelch besitzt unten eine dreieckige Röhre, die dicht behaart ist und drei schmale, dreieckige, gekielte, eher kahle Lappen mit etwas gewelltem Rand. Die Krone ist an der Basis gestielt, dreikantig mit drei Lappen. Der Rand und die abaxialen Seiten sind papillös. Die sechs Staubblätter stehen in zwei Kreisen, die äußeren sind frei, die inneren sind an der Basis miteinander und mit der Krone verwachsen. Die Staubfäden sind gleich lang, die Antheren sind oval und latrors. Ein Stempelrudiment fehlt.
Der Pollen ist ellipsoidisch und leicht bis stark asymmetrisch. Die Keimöffnung ist ein distaler Sulcus. Die längste Achse misst 22 bis 33 Mikrometer.

#### Weibliche Blütenstände und Blüten
Die weiblichen Blütenstände stehen aufrecht und sind kräftiger als die männlichen und weniger stark zusammengezogen. Sie sind lediglich zweifach verzweigt. Die Hochblätter an Stiel und Achse ähneln denen der männlichen Blütenstände, sind aber größer. Seitenachsen erster und zweiter Ordnung wirken gegliedert aufgrund der dichten Behaarung an den Achsen und den kahlen Hochblättern. Die Rachillae sind leicht zickzackförmig. Die Hochblätter haben kurze, dreieckige Spitzen und einen kahlen Rand. Jede trägt einen kurzen, dicht behaarten Sporn, an dem ein Blütenpaar steht. Die Brakteoen sind, sofern vorhanden, durch die Behaarung verdeckt.
Die weiblichen Blüten sind größer als die männlichen und zur Blüte cremig-gelb. Der Kelch bildet eine dicht behaarte Röhre mit drei kurzen, schmalen, dreieckigen, kahlen Lappen. Die Krone ist an der Basis stielartig, dicht behaart und endet in drei dreieckigen Lappen, die sich zur Blüte ausbreiten. Der Rand der Lappen ist etwas durchscheinend, gezähnelt oder papillös. Die sechs Staminodien haben lange Staubfäden und flache, leere Antheren. Das Gynoeceum ist aus drei, selten vier Fruchtblättern zusammengesetzt. Sie sind an der Spitze frei und ab der Mitte verwachsen. Die Narben sind kurz und nach außen gebogen. Die Samenanlage setzt lateral an und ist anatrop.

### Früchte und Samen
Die Frucht ist ein-, seltener zweisamig. Sie ist mit 5 cm relativ groß, kugelig, dabei an der Basis konkav eingedrückt. Die nicht zur Entwicklung gelangten Fruchtblätter und Narbenreste bleiben an der Basis der reifen Frucht erhalten. Die Basis der Krone vergrößert sich nach der Befruchtung. Das Exokarp ist orange-gelb, und mit Pusteln besetzt. Das Mesokarp ist dick, weich und schwammig, das Endokarp ist dünn. Der Samen sitzt basal, das Endosperm ist seicht gefurcht. Der Embryo sitzt subbasal.

## Verbreitung und Standorte
Die Art ist von nur zwei Standorten im Süden Thailands bekannt. Sie wächst in Gruppen im Unterwuchs von eher trockenem immergrünem Wald an Hügelhängen zwischen etwa 100 und 300 m Seehöhe.

## Taxonomie und Systematik
Die Gattung Kerriodoxa wurde 1983 von John Dransfield in Principes; Journal of the (International) Palm Society Band 27 Teil 1, Seite 4 erstbeschrieben.
Die Gattung Kerriodoxa wird innerhalb der Familie Arecaceae in die Unterfamilie Coryphoideae, Tribus Chuniophoeniceae gestellt. Die Verwandtschaftsbeziehungen innerhalb der Tribus sind nicht eindeutig geklärt.
In der World Checklist of Selected Plant Families der Royal Botanic Gardens, Kew wird nur die Art Kerriodoxa elegans anerkannt.
Der Name Kerriodoxa ehrt den Sammler von thailändischen Pflanzen Arthur Francis George Kerr (1877–1942), einen nordirisch-britischen Arzt und Botaniker. Die Endung -doxa stammt aus dem Griechischen und bedeutet „Ruhm“. Gattung und Art wurden 1983 von John Dransfield erstbeschrieben.

## Nutzung
Aus ihrer Heimat ist keine Nutzung der Palme bekannt. Als Zierpflanze ist sie in geeigneten Klimaten inzwischen recht weit verbreitet.